# قاعدة الملك الحسين الجوية
قاعدة الملك الحسين الجوية وتُعرف أيضاً باسم قاعدة المفرق الجوية، قاعدة جوية تقع في محافظة المفرق شمال شرق الأردن، تأسست كقاعدة جوية سنة 1954 وسميت باسمها الحالي قاعدة الحسين الجوية سنة 1959، تضم القاعدة كلية عسكرية للطيران تم استحداثها خلال عقد 1970، تم تخريج أول فوج من الكلية سنة 1975.